# Seznam brigad Hrvaške vojske
Seznam brigad Hrvaške vojske.

## Seznam
- 1. mehanizirana gardna brigada »Tigri«
- 2. mehanizirana gardna brigada »Strele«
- 3. motorizirana gardna brigada »Kune zlatice«
- 4. motorizirana gardna brigada »Pajki«
- 5. gardna brigada »Slavonski orli«
- 6. motorizirana gardna brigada »Liški volkovi«
- 7. gardna brigada »Pume«
- 8. lahka udarna brigada vojaške policije »Orli«
- 9. gardna brigada »Volkovi«
- 15. protioklepna artilerijska raketna brigada
- 16. artilerijska raketna brigada
- 33. inženirska brigada
- 57. brigada »Marjan Celjak«
- 99. brigada
- 101. brigada
- 102. brigada
- 103. brigada
- 104. brigada
- 105. brigada
- 106. brigada
- 107. brigada »Volkovi«
- 108. brigada
- 109. brigada »Štorklje«
- 110. brigada
- 111. pehotna brigada »Zmaji«
- 112. brigada
- 113. brigada
- 114. brigada »Škorpijoni«
- 115. brigada
- 116. brigada »Neretljanski pirati«
- 117. brigada
- 118. brigada
- 119. brigada
- 120. brigada
- 121. brigada
- 122. brigada
- 123. brigada
- 124. brigada
- 125. brigada
- 126. brigada
- 127. brigada
- 128. brigada
- 129. brigada
- 130. brigada
- 131. brigada
- 132. brigada
- 133. brigada
- 134. brigada
- 135. brigada
- 136. brigada
- 137. brigada
- 138. brigada »Gorski risi«
- 139. brigada
- 140. brigada
- 141. brigada
- 142. brigada
- 143. brigada
- 144. brigada
- 145. brigada
- 146. brigada
- 147. brigada
- 148. brigada
- 149. brigada
- 150. brigada
- 151. brigada »Angeli čuvaji«
- 153. brigada »Sove«
- 154. brigada
- 155. brigada
- 156. brigada
- 157. brigada
- 158. brigada
- 159. brigada
- 160. brigada
- 161. brigada »Marijan Celjak«
- 163. brigada »Levi«
- 164. brigada
- 165. brigada
- 175. brigada
- 201. zračnoobrambna brigada
- 202. zračnoobrambna brigada
- 204. brigada
- 303. logistična brigada
- 628. pehotna brigada
- 664. artilerijska raketna brigada